# Fricatief
Een fricatief of wrijfklank is een medeklinker die geproduceerd wordt met een gedeeltelijke obstructie ergens in het spraakkanaal. De obstructie is van zo'n aard dat er een hoorbare frictie (wrijving) met de uitgaande lucht gecreëerd wordt. De fricatieven behoren tot de ruimere klankencategorieën van obstruenten en continuanten. Fricatieven zijn in het Nederlands altijd orale (en dus geen nasale) klanken.

## Soorten fricatieven binnen het Nederlands
- De labiodentalen [f] en [v];
- De dentalen zoals in het Engels: moth [θ], this [ð] (komt van nature niet in het Nederlands voor);
- De alveolairen [s] en [z];
- De palato-alveolairen zoals in losjes en logement;
- De velairen [x] (lachen, zowel Noord- als Zuid-Nederlandse uitspraak) en [ɣ] (geel, zowel Noord- als Zuid-Nederlandse uitspraak);
- De uvulairen zoals in het Arabisch: خ [χ], غ [ʁ]
- De glottaal [h].

## De velaire stemloze fricatief
(oftewel de [X] als in lachen)
Een belangrijke opmerking is dat deze fricatief in het Noord-Nederlands harder en dieper in de mond (uvulair, met de huig) ontstaat dan de zachtere Zuid-Nederlandse variant. Volgens de standaarduitspraak is de ch-klank stemloos, terwijl de g stemhebbend is. (Zie ook: 't Kofschip.)  In het Noord-Nederlands wordt de g echter al sinds 1950 stemloos uitgesproken, waardoor er daar geen verschil meer tussen beide klanken te horen is.
De Duitse ich-laut [ç] (een palatale, d.i. met de tong tegen het harde verhemelte gevormde, fricatief) is eveneens een andere klank, ook wel bekend als de zachte g.
Deze pagina bevat fonetische informatie in het IPA, die in sommige browsers mogelijk niet correct wordt weergegeven.
Waar symbolen in paren voorkomen, vertegenwoordigt het rechter teken een stemhebbende medeklinker. Gearceerde gebieden bevatten medeklinkers die worden beschouwd als onuitspreekbaar.
Zie ook: IPA, Klinkers